# 燕順
燕順，是《水滸傳》人物，山東萊州人氏，生得膀大腰圓，赤髮黃須，眼若銅鈴，人稱「錦毛虎」。原是羊馬商人出身，後來本錢用光，便流落至清風山打劫，為清風山賊王，手下有王英及鄭天壽。
一次，宋江路過清風山，被山賊綁了，押往寨主燕順處。燕順的嘍囉正要剖開宋江的心肝，宋江悲嘆大喊「想不到我宋江竟要命喪於此!」，燕順聞得宋江名號便下令叫停，領自己的手下一同向宋江下拜。
宋江在清風山救了清風寨知寨劉高的妻子，但她恩將仇報，要劉高抓了宋江。當黃信押着宋江和花榮途經清風山時，燕順等人前往劫囚，救出二人。然後，清風山一夥連同花榮與秦明都上了梁山泊。
燕順為馬軍小彪將兼遠探出哨頭領第十一員，招安後隨征北方遼國、江南方臘。最終在烏龍嶺被方臘大將石寶以流星錘打死。

## 影视形象
- 1983年山东版《水浒》：王新华
- 1998年央视版《水浒传》：杨林
- 2011年版《水浒传》：吾买尔江